# Pena di morte a Taiwan

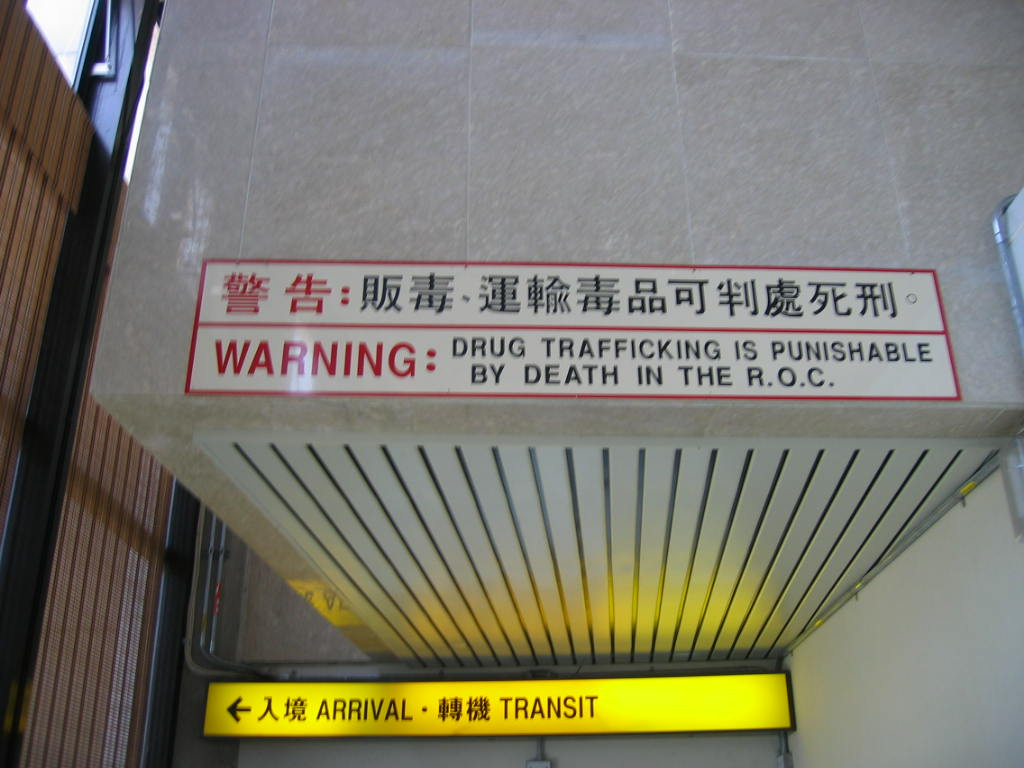
Un'Immagine sul 'Aeroporto di Taiwan che indica che i trafficanti di droga saranno puniti a morte nella Repubblica di Cina.

La Repubblica di Cina (Taiwan) è uno di quei paesi nel mondo in cui è ancora in vigore la pena di morte. Prima del 2000 il paese aveva un tasso relativamente alto di esecuzioni, in particolar modo negli anni in cui alcune severi leggi erano ancora in vigore. Tuttavia, dopo alcuni casi controversi avvenuti nel corso degli anni novanta, uniti agli atteggiamenti degli ufficiali verso l'abolizione, il numero delle esecuzioni calò in modo significativo: nel 2005 vennero comminate solo tre esecuzioni, e nessuna tra il 2006 e il 2009. Le esecuzioni ricominciarono nel 2010, a seguito delle forti manifestazioni a favore della pena capitale.

## Reati capitali

### Nel Codice Militare
Il Codice militare delle Forze Armate (陸海空軍刑法) disciplina i seguenti reati punibili con la pena di morte per il personale militare::
- Tradimento (Articoli 14, 15)
- Collaborazione (Articoli 17, 18)
- Spionaggio (Articoli 19, 20)
- Defezione (Articoli 24)
- Abuso di potere (Articoli 26, 27)
- Divulgazione di intelligence o segreti (Articolo 31)
- Diserzione (Articoli 41, 42)
- Disobbedienza agli ordini (Articoli 47, 48)
- Ammutinamento (Articoli 49, 50)
- Dirottamento aereo (Articolo 53)
- Distruzione di rifornimenti ed equipaggiamenti (Articolo 58)
- Furto e vendita di munizioni (Articolo 65)
- Fabbricazione di ordigni (Articolo 66)

## Procedimento per l'esecuzione
Un'esecuzione giudiziaria richiede la sentenza finale della Corte Suprema della Repubblica della Cina con l'ordine di morte firmato dal Ministro della Giustizia. Dopo che la Corte Suprema ha emesso la sentenza di morte, il caso viene trasferito al Ministero della Giustizia, in attesa che il Ministro emetta la data finale segreta dell'esecuzione. Generalmente il Ministero della Giustizia concede un po' di tempo al condannato per incontrare la propria famiglia, organizzare le attività religiose e perfino contrarre matrimonio prima dell'esecuzione. In caso di nuovi elementi o di vizi procedimentali che possono influenzare la sentenza e che possono essere scoperti durante questo periodo, il condannato può presentare appello al Ministero della Giustizia. Ciò può ritardare la data della condanna a morte, specie quando il Procuratore Generale della Procura Suprema formula, a sua volta, uno speciale appello alla Corte Suprema per la revisione del processo. Tuttavia questi casi sono molto rari: ad oggi un solo condannato ha evitato la pena capitale attraverso tale procedura. Il Presidente della Repubblica di Cina può inoltre concedere la grazia, ma finora solo il Presidente Chiang Kai-Shek ha esercitato questa prerogativa nel 1957. Il Presidente Lee Teng-hui, inoltre, ordinò due commutazioni, una nel 1988 e una nel 1991, in cui due sentenze sono state commutate da pena di morte ad ergastolo.

## Atteggiamenti pubblici

### A favore della pena di morte
- Hsing Yun (釋星雲)

Un monaco buddista, Hsing Yun dichiarò che l'abolizione della pena di morte non è valida per le leggi del karma e del vipāka. Egli scrisse:

"anche se le pene severe che sono necessarie in tempi caotici (亂世用重典) non sempre hanno effetto nel fermare i reati, l'abolizione della pena di morte non è valida ai fini della legge del karma [azione, causa] e del vipāka [conseguenza] nel Buddismo, perché a ogni karma corrisponde un vipāka (如是因，招感如是果); aver commesso un karma senza l'esperienza del vipāka non è compatibile con la ragione. Quindi, noi possiamo sperare in una riduzione della pena capitale, di non ricorrere alla pena di morte, di sostituire la pena di morte con altre misure, ma non pretendiamo l'abolizione della pena di morte."